# Fulfinum – Mirine
Fulfinum – Mirine, antički grad i ranokršćanski kompleks u uvali Sepen kod Omišlja.

## Fulfinum I. st.
U uvali Sepen na otoku Krku kod Omišlja, nastao je u prvom stoljeću poslije Krista novoplanirani, antički rimski grad Fulfinum za potrebe veterana careva Flavijevaca. Municipium Flavium Fulfinum realiziran je prema tada uhodanoj urbanističkoj shemi: na ravnom prostoru u pravokutnoj mreži komunikacija. Maritimno pogodna uvala omogućila je izgradnju dobro zaštićene luke, a plodno polje s obiljem vode podlogu sudjelovanju grada u životu klasične antike. 
Grad je posjedovao sve osnovne pretpostavke ovakvom načinu života; forum s kapitolijem i gradskom bazilikom, lučke instalacije s trgovačkim kvartom uz more, terme, prigradske komunikacije s grobljima i dvije faze vodovoda. 
Projektiran u oficiju careva Flavijevaca napučen je njihovim veteranima i umjetno "nakalemljen" u životnom prostoru domaće liburnske zajednice Fertinates (Omišalj). Odraz je imperijalne ideje osnutka snažnog lučko-trgovačkog grada u prostranoj zavjetrini otoka, a u neposrednoj blizini magistralnih komunikacija prema Panoniji i Noriku.
Tijekom rasapa antičke civilizacije Fulfinum je vjerojatno bio jedna od prvih žrtava; zamišljen kao grad vrhunskih civilizacijskih dosega, otvoren i nježan, osjetljiv na najmanje udare u standard urbanog života koje donosi nesigurnost kasne antike, dočekao je njen zaton zajedno sa svojim civilizacijskim tvorcem. Ipak, kao i nastanak tako i nestanak nekog grada, koji kao i ljudi imaju svoje sudbine, nije ostao bez onih odraza koji se očituju u metamorfozi duha i forme; život je nastavljen u novom osmišljavanju krhotina. 

## Mirine V.-VI. st.
Na periferiji antičkog grada, nastao je u V. st. impozantan ranokršćanski kompleks (Mirine), koji se povezuje s benediktinskom opatijom sv. Nikole. Sačuvana je impresivna crkva, križnog tlocrta sa simboličnim intimnim klaustrom i ranokršćanskim grobljem.

## Vanjske poveznice
- Službene stranice TZ općine Njivice-Omišalj  Arhivirana inačica izvorne stranice od 9. lipnja 2009. (Wayback Machine)